# Rob Baan
Rob Baan (Rotterdam, 1943. április 1. –) holland labdarúgó, fedezet, edző, a holland válogatott szövetségi kapitánya (1981).

## Pályafutása
1965–66-ban a Fortuna Vlaardingen és a Sparta Rotterdam ifjúsági csapatainál kezdte edzői tevékenységét. 1966 és 1972 között az ADO Den Haag segédedzője volt. 1972 és 1978 között a VVV-Venlo vezetőedzőjeként tevékenykedett. 1978 és 1983 között a holland válogatottnál dolgozott segédedzőként. 1981-ben ideiglenesen szövetségi kapitány is volt.
1983 és 1986 között az ADO Den Haag, 1986–87-ben a Roda JC, 1988 és 1990 között a Sparta Rotterdam, 1990 és 1992 között az SC Cambuur, 1992 és 1994 között az FC Twente, 1994–95-ben az SBV Excelsior szakmai munkáját irányította.
1995 és 1998 között a PSV Eindhoven segédedzője, 1998 és 2004 között a Feyenoord, 2004–05-ben az emírségbeli Al Jazira Club technikai igazgatója volt. 2005–06-ban a holland válogatott ifjúsági technikai igazgatója volt. 2006-ban az ADO Den Haag technikai igazgatójaként dolgozott.
2007-ben az ausztrál U23-as válogatott munkáját irányította majd, az ausztrál A-válogatott technikai igazgatójaként dolgozott. 2011 és 2014 között az indiai válogatott technikai igazgatója volt.

## Sikerei, díjai
ADO Den Haag
- Holland bajnokság – másodosztály
  - bajnok: 1985–86

 SC Cambuur
- Holland bajnokság – másodosztály
  - bajnok: 1991–92

## Statisztika

### Mérkőzései holland szövetségi kapitányként
| Hollandia | Hollandia         | Hollandia                     | Hollandia | Hollandia | Hollandia | Hollandia    | Hollandia | Hollandia |
| #         | Dátum             | Helyszín                      | Hazai     | Eredmény  | Vendég    | Kiírás       | Gólok     | Esemény   |
| --------- | ----------------- | ----------------------------- | --------- | --------- | --------- | ------------ | --------- | --------- |
| 1.        | 1981. február 22. | Groningen, Stadion Oosterpark | Hollandia | 3 – 0     | Ciprus    | vb-selejtező | -         |           |
| 2.        | 1981. április 29. | Nicosia, Makário Stadion      | Ciprus    | 0 – 1     | Hollandia | vb-selejtező | -         |           |
|           | Összesen          |                               |           | –         | mérkőzés  |              | –         | gól       |